# 山田町 (香川県)
山田町（やまだちょう）は、香川県木田郡にあった町。

## 人口
| \| 1955年（昭和30年） \| 17,183人 \| \| \| 1960年（昭和35年） \| 15,366人 \| \| \| 1965年（昭和40年） \| 14,272人 \| \| |          |  |
| 総務省統計局 / 国勢調査（1965年）                                                                                       |          |  |
| 1955年（昭和30年） | 17,183人 |  |
| 1960年（昭和35年） | 15,366人 |  |
| 1965年（昭和40年） | 14,272人 |  |

## 歴史
山田町成立以前は「川島町」「十河村」「東植田村」「西植田村」をそれぞれ参照
高松市合併以後は「川島」も参照
- 1955年4月1日 - 木田郡の川島町・十河村・東植田村・西植田村の1町3村が合併して山田町が発足。旧・山田郡から命名。
- 1966年7月1日 - 高松市に編入合併されて消滅。山田町として存在したのはわずか11年だった。
  - 同日、坂元は川島東町、高野は川島本町、上田井は由良町、東十川は十川東町、西十川は十川西町とそれぞれ改称、あとの6大字はそのまま高松市の町名に継承。

## 備考
旧・山田町の区域はつい最近まで都市計画区域外だった。現在も池田町・西植田町・東植田町・菅沢町が区域外である。